# Pystira nigripalpis
Pystira nigripalpis är en spindelart som först beskrevs av Tord Tamerlan Teodor Thorell 1877.  Pystira nigripalpis ingår i släktet Pystira och familjen hoppspindlar. Inga underarter finns listade i Catalogue of Life.